# Fabio Van den Bossche
Fabio Van den Bossche (n. 21 septembrie 2000, Gent, Flandra, Belgia) este un ciclist de performanță ce a reprezentat Belgia, medaliat olimpic. A participat la o ediție a Jocurilor Olimpice (2024) în care a câștigat o medalie de bronz.